# Szabó Ferenc Miklós
Szabó Ferenc Miklós (Debrecen, 1936–) építészmérnök.

## Szakmai tevékenysége
Tanulmányai befejezését követően a 43. sz. ÁÉV-nél dolgozott építésvezető-helyettesként, ahol az ország első üzemszerű vákuum-betonozási munkáit végezte, majd 1962-től mint építésztervező tevékenykedett az Élelmiszeripari Tervező Intézetben 1988-ig (az intézet felszámolásáig). 1990-től felszámolásig a MULTIPROGRESS Rt. építész-főmérnökeként élelmiszeripari üzemek, kereskedelmi létesítmények tervein dolgozott. A korábbi pavilonos rendszerek helyett gazdaságosabb, tömbösített üzemépületeket fejlesztett ki. Nevéhez köthető számtalan kenyérgyár, húsüzem, tejfeldolgozó, szeszipari- és konzervipari létesítmény, továbbá számtalan lakóház, hétvégi ház és társasház terve. A Műegyetem Építészmérnöki karán 18 évig oktatott, s számos országos és nemzetközi pályázaton nagy elismeréssel szerepelt. Munkássága határainkon is túlnyúlik, így többek között megvalósultak tervei Vietnámban, Algériában, Portugáliában, Kínában, Jamaicában és a volt Szovjetunió területén. 2002-ben megromlott egészségi állapota miatt tervezői munkásságát befejezte.

## Főbb alkotásai
Külföldi épület(terv)ek: Vietnámban, Algériában, Portugáliában, Kínában, Jamaicában és a volt Szovjetunióban.